# Новенький (Павловский район)
Новенький — посёлок в Павловском районе Воронежской области Российской Федерации. Население — 143 человека (2013).
Хутор относится к Воронцовскому сельскому поселению, административным центром которого является село Воронцовка. Там же размещены административные органы, которым подчинён посёлок Новенький.

## Физико-географическая характеристика
Посёлок расположен в северо-восточной части Павловского района.
Посёлок, как и вся Воронежская область, живёт по Московскому времени.

## Население
| 2009 | 2010 |
| ---- | ---- |
| 150  | ↘144 |

## Транспорт и дороги
Главный въезд на территорию Воронцовского сельского поселения осуществляется с юга, с трассы Павловск — Калач — Петропавловка — Бутурлиновка.